# Bourgot Le Noir

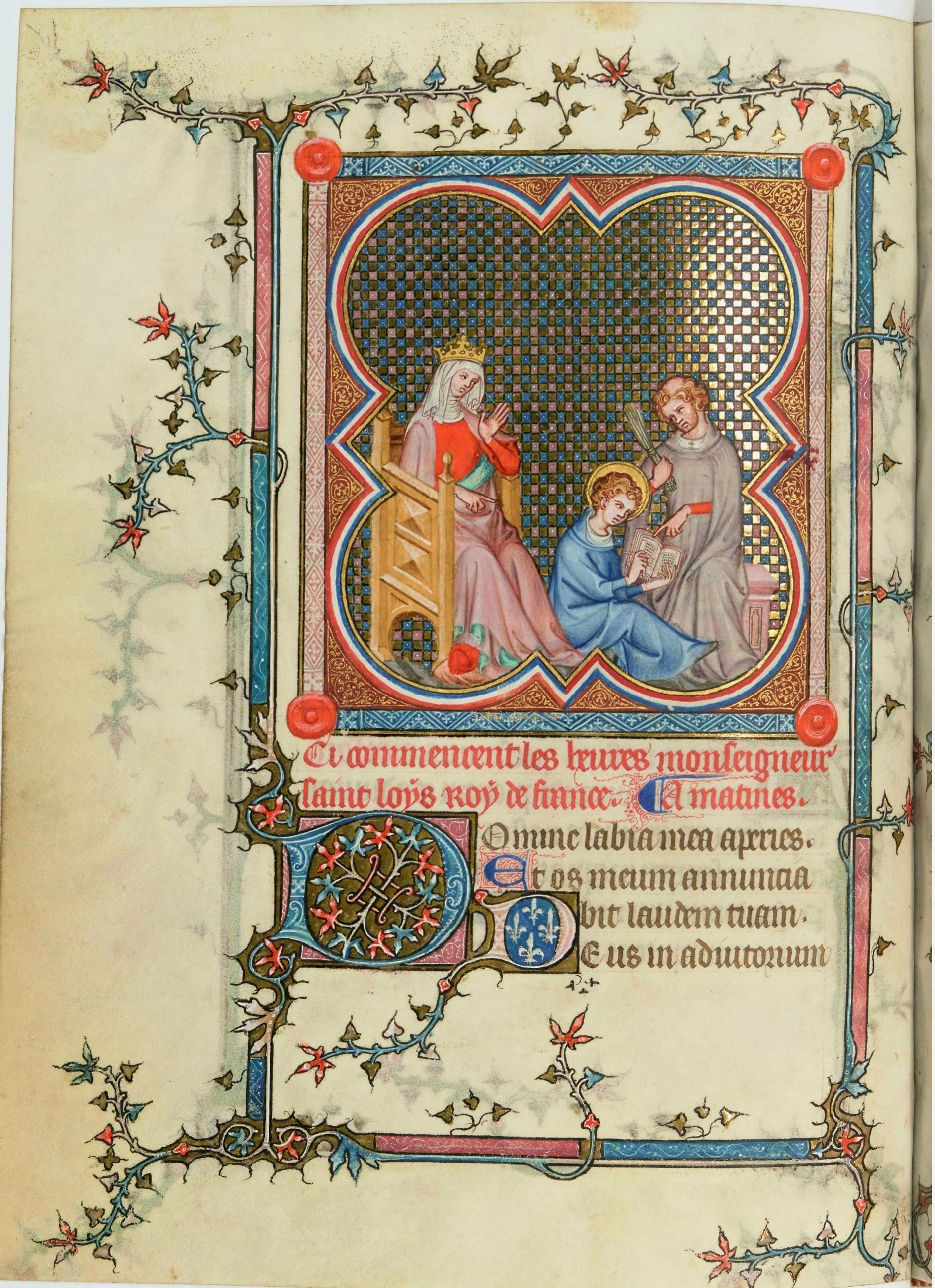
Stundenbuch der Johanna II. von Navarra (1336–1340)

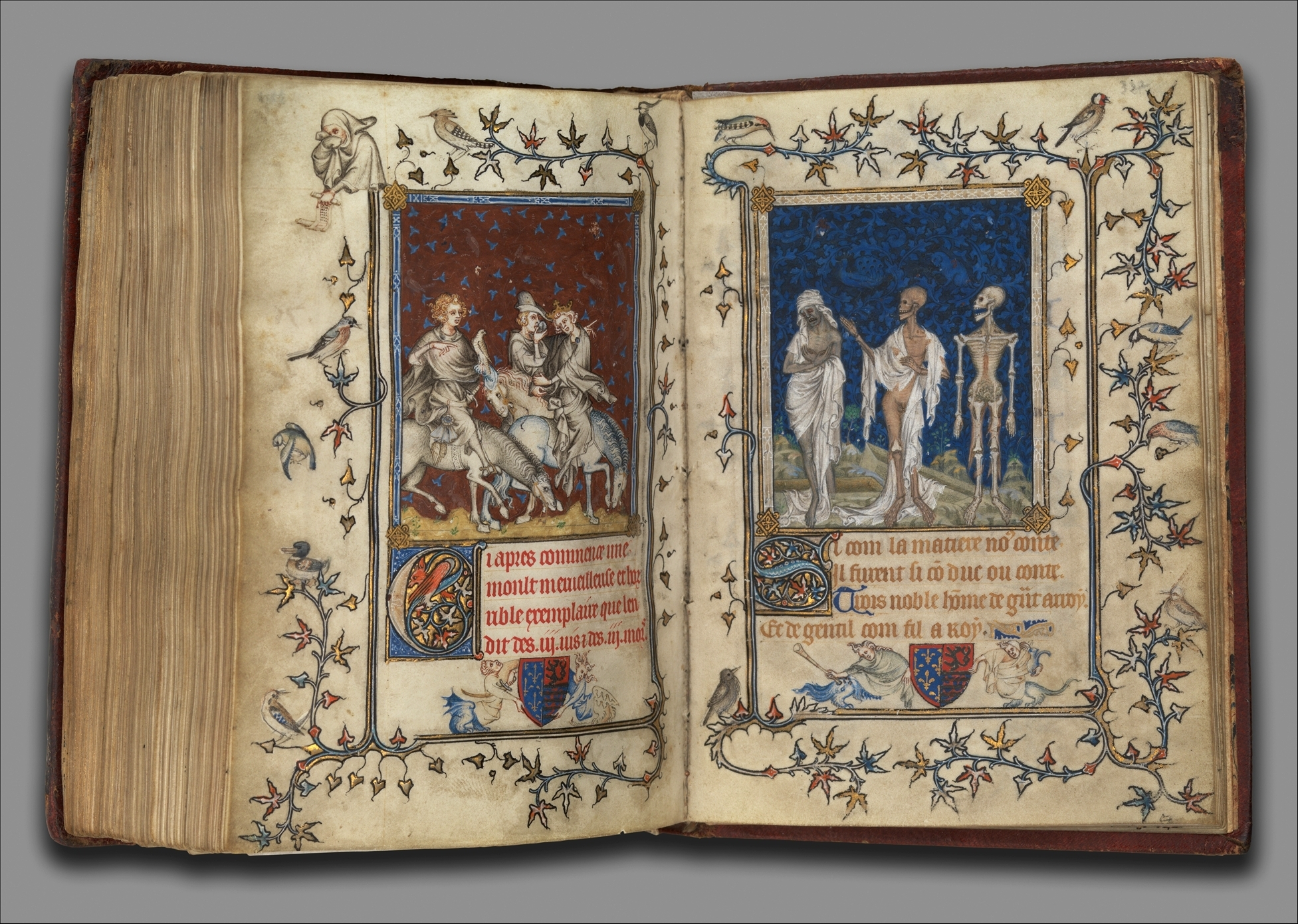
Psalter der Jutta von Luxemburg (1348–1349)

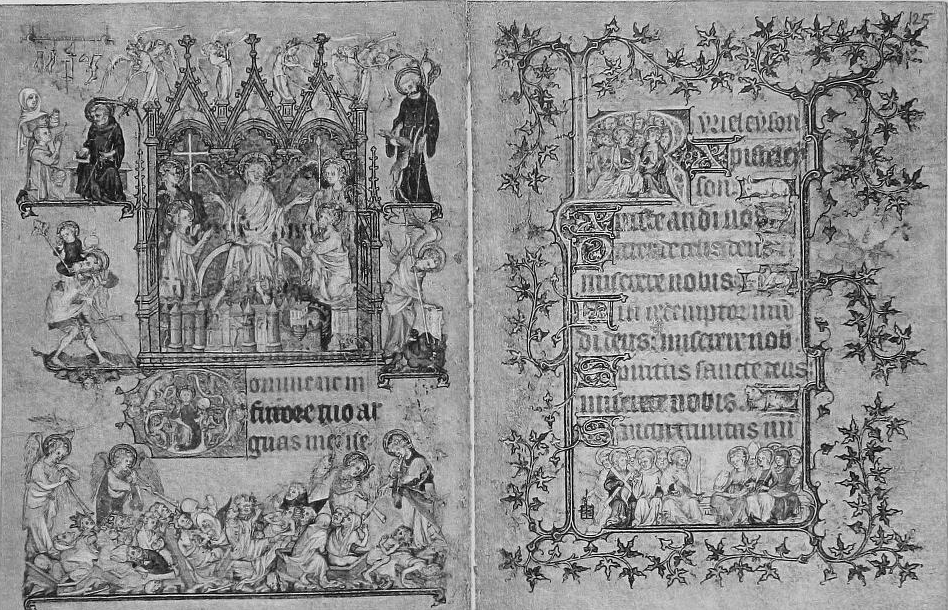
Stundenbuch der Yolande von Flandern (1353–1363)

Bourgot Le Noir (* um 1320; † nach 1375) war eine französische Buchmalerin. Sie war Tochter und Schülerin von Jean Le Noir.
Bourgot arbeitete mit ihrem Vater in Paris für den königlichen Hof. Auftraggeber waren König Johann II. der Gute und seine Ehefrau Jutta von Luxemburg. Zu Bourgots Hauptwerken gehört ein Psalter für die Königin, heute in der Sammlung des Metropolitan Museum of Art, The Cloisters (1348–1349; MS 69.86). Es ist jedoch schwierig, das Werk von Tochter und Vater zu unterscheiden.

## Rezeption
Als Vertreterin der Künstlerinnen des Mittelalters widmete Judy Chicago ihr eine Inschrift auf den dreieckigen Bodenfliesen des Heritage Floor der 1974 bis 1979 entstandenen Installation The Dinner Party. Die mit dem Namen Bourgot beschrifteten Porzellanfliesen sind dem Platz mit dem Gedeck für die Lyrikerin und Philosophin Christine de Pizan zugeordnet.

## Werke (Auswahl)
mit Jean Le Noir:
- Stundenbuch der Johanna II. von Navarra. 1336–1340. (BNF, NAL 3145).
- Psalter der Jutta von Luxemburg. 1348–1349. (Met, MS 69.86).
- Stundenbuch der Yolande von Flandern. 1353–1363. (BL, Yates Thompson, MS 27).